# زمین‌لرزه ۱۹۴۳ شیلی
زمین‌لرزه شیلی  در تاریخ ۶ آوریل ۱۹۴۳ میلادی، برابر با ‎۱۶ فروردین ۱۳۲۲، ساعت ۱۶:۰۷:۱۵ به زمان یوتی‌سی در شیلی رخ داد. بزرگی آن ۸٫۲ در مقیاس Mw اعلام شده‌است. زمین‌لرزه به وقت محلی در روز سه‌شنبه، ساعت ۱۲ روی داده و منطقه زمانی آن یوتی‌سی -۴ بوده‌است (با لحاظ تغییر ساعت تابستانی).
سازمان زمین‌شناسی آمریکا نیز جای این زمین‌لرزه را در مختصات ۳۰°۴۵′جنوبی ۷۲°۰۰′غربی / ۳۰٫۷۵°جنوبی ۷۲°غربی و بزرگی آنرا برابر با ۸٫۲ در مقیاس ریشتر اعلام کرده‌است. ژرفای گزارش شده از سوی این سازمان ۶۰ کیلومتر می‌باشد.
شمار کشتگان زلزله حدود ۱۸ نفر بوده‌است.سونامی نیز در این زلزله گزارش شده‌است.